# Noney (Distrikt)
Der Distrikt Noney ist ein Distrikt im indischen Bundesstaat Manipur. Provisorischer Verwaltungssitz ist die namensgebende Stadt Noney, die allerdings im Distrikt Tamenglong liegt.

## Geografie
Der Distrikt Noney liegt im Westen Manipurs. Nachbardistrikte sind Tamenglong im  Norden, Kangpokpi im Osten, Churachandpur im Süden, Pherzawl im Südwesten und Westen sowie Jiribam im Westen. Die Fläche des Distrikts Noney beträgt 1076 Quadratkilometer. Wichtigste Flüsse sind der Barak, der Irang und der Leimatak. Fast der gesamte Distrikt ist von Wald bedeckt.

## Geschichte
Im Mittelalter war der Distrikt Teil eines Meitei-Königreichs. Im späten 19. Jahrhundert eroberten die Briten das Gebiet und es wurde Teil von Manipur innerhalb Bengalens und später Assams. Im Zweiten Weltkrieg lag die Region nahe der Front zwischen Briten und Japanern. Nach der indischen Unabhängigkeit vollzog Manipur 1949 den Anschluss an Indien. Bis zum 9. Dezember 2016 gehörte das Gebiet zum Distrikt Tamenglongl (früher Manipur West). Seither ist er in den heutigen Grenzen ein unabhängiger Distrikt.

## Bevölkerung

### Übersicht
Nach der Volkszählung 2011 hat der Distrikt Noney (damals die Subdivision Nungba im Distrikt Tamenglong) 36.671 Einwohner. Bei 34 Einwohnern pro Quadratkilometer ist der Distrikt sehr dünn besiedelt. Der Distrikt ist deshalb ländlich geprägt. Es gibt keine Städte.

### Bevölkerungsentwicklung
Das Gebiet des heutigen Distrikts war Teil des Distrikts Tamenglong (früher Manipur West). Der Distrikt Nungba besteht in seinem heutigen Umfang seit 1971. Die Bevölkerung hat im Distrikt in den letzten Jahrzehnten stark zugenommen. Das Wachstum betrug in den zehn Jahren zwischen 2001 und 2011 19,31 % oder rund 5900 Personen.

### Volksgruppen
In Indien teilt man die Bevölkerung in die drei Kategorien general population, scheduled castes und scheduled tribes ein. Die scheduled castes (anerkannte Kasten) mit (2011) 6 Menschen (0,02 Prozent der Bevölkerung) werden heutzutage Dalit genannt (früher auch abschätzig Unberührbare betitelt). Die scheduled tribes sind die anerkannten Stammesgemeinschaften mit (2011) 33.867 Menschen (92,35 Prozent der Bevölkerung), die sich selber als Adivasi bezeichnen. Zu ihnen gehören in Manipur 33 Volksgruppen. Aufgrund der Sprache (Zahlen für die Volksgruppen sind nur bis Distriktshöhe veröffentlicht) sind die Kabui, Thado, Gangte, Chirr und Vaiphei die wichtigsten Gruppen innerhalb des heutigen Distrikts.

### Bevölkerung des Distrikts nach Sprachen
Die Bevölkerung des Distrikts Noney ist sprachlich recht einheitlich. Denn eine klare Mehrheit der Distriktsbevölkerung spricht eine Zeme-Naga-Sprache. Allein die Sprachgruppe Kabui mit Kabui und Rongmei hat eine Sprecherzahl von 30.037 Personen oder 81,91 % der Distriktsbevölkerung. Kleine einheimische Minderheiten sprechen Mizo-Kuki-Chin-Sprachen wie Thado, Gangte und Vaiphei oder eine Ao-Naga-Sprache wie Chirr. Die genaue Übersicht über die Einzelsprachen sieht wie folgt aus:
| 2011                                   | 18.755 | 51,14 | 11.282 | 30,77 | 1926 | 5,25 | 1577 | 4,30 | 1544 | 4,21 | 517 | 1,41 | 190 | 0,52 | 36.671 | 100,00 % |
| Quelle: Ergebnis der Volkszählung 2011 |        |       |        |       |      |      |      |      |      |      |     |      |     |      |        |          |

### Bevölkerung des Distrikts nach Bekenntnissen
Die Bevölkerung ist religiös einheitlich, denn es gibt eine klare christliche Mehrheit. Ein geringer Anteil der Einwohnerschaft sind Hindus oder Anhänger einer Ethnischen Religion. Die genaue religiöse Zusammensetzung der Bevölkerung zeigt folgende Tabelle:
| Jahr                                   | Buddhisten | Buddhisten | Christen | Christen | Hindus | Hindus | Jainas | Jainas | Muslime | Muslime | Sikhs | Sikhs | Andere | Andere | keine Angaben | keine Angaben | Total  | Total    |
| Jahr                                   | Zahl       | %          | Zahl     | %        | Zahl   | %      | Zahl   | %      | Zahl    | %       | Zahl  | %     | Zahl   | %      | Zahl          | %             | Zahl   | %        |
| -------------------------------------- | ---------- | ---------- | -------- | -------- | ------ | ------ | ------ | ------ | ------- | ------- | ----- | ----- | ------ | ------ | ------------- | ------------- | ------ | -------- |
| 2011                                   | 48         | 0,13       | 35.019   | 95,50    | 719    | 1,96   | 13     | 0,04   | 157     | 0,43    | 13    | 0,04  | 656    | 1,79   | 46            | 0,13          | 36.671 | 100,00 % |
| Quelle: Ergebnis der Volkszählung 2011 |            |            |          |          |        |        |        |        |         |         |       |       |        |        |               |               |        |          |

## Verwaltung
Der Distrikt ist in die vier Verwaltungseinheiten (Circles) Haochong, Khoupum, Longmai und Nungba unterteilt.